# 인위애정유행복
《인위애정유행복》(因为爱情有幸福)은 2016년 방송되었던 중국의 드라마이다.

## 소개
- 도시의 남성과 여성이 복잡한 사랑의 과정을 통해 궁극적으로 행복을 얻게 되는 모습을 그린 드라마

## 등장 인물
- 위대훈 - 구양천우 역
- 천웨이팅 - 소개문 역
- 당예흔 - 로소남 역
- 염욱 (冉旭) - 임광요 역
- 서신동 (徐申东) - 소이매 역
- 량전 (梁田) - 소소매 역
- 관인자 (菅韧姿) - 소매 역
- 리태 (李泰) - 진비 역
- 라운희 - 소요개 역